# 장준용
장준용(張埈龍, 1966년 4월 9일~)은 대한민국의 정치인, 기업인이다. 제38대 동래구청장이다.

## 생애
1998년 향도프리텔 대표로 시작해 2007년 KT 휴대전화 대리점인 주식회사 우상 대표이사를 지냈다.
2002년 사단법인 부산장애인부모회 후원이사, 참사랑 장애인 주간보호 센터 이사, 참사랑 장애인 공동생활가정 운영위원을 지내는 등 장준용은 여러 장애인 관련 기관에서 20여년 간 장애인들에 대한 봉사활동을 벌여 자폐성 장애인을 위한 공동작업장 건립과 장애인 장학금 지원 등을 진행했다. 이와 관련하여 2008년 부산시장 표창, 2010년 자랑스러운 부산장애인상, 2016년 국회의원 표창 등을 수상하였으며 2021년 6월 5일 국제라이온스협회 355-A(부산)지구 신임총재로 선출되었다. 2021년 11월 부산일보와의 인터뷰에서 장준용은 그 해 사망한 동생이 발달 장애인이라 장애인 후원에 더욱 애착이 있다고 말했다.
2013년 11월 26일 부산광역시 금정구 장전동 417번지 39호(장전동 417-39, 부산대학로 48)에 자본금 5000만원으로 통신기기 도소매업체 「㈜대공」을 대표자로 설립하여 KT 휴대폰 대리점을 운영하였다.
주식회사 대공은 부산광역시 금정구 장전동 421번지 23호(장전동 421-23, 부산대학로 45) 1층으로 소재지를 이전하였다가, 부산광역시 동래구 명륜동 446번지 4호(명륜동 446-4, 명륜로 117) 1층으로 소재지를 변경하였다. 2018년 12월 31일 기준으로 주식회사 대공은 52억 9천만원의 매출을 기록하였으며, 당기순이익은 1억 9,535만원, 영업이익은 9,637만원에 달하였고, 장준용이 동래구청장에 당선된 이후 대표자는 장준하로 변경되었다.
거주지는 배우자 명의로 소유한 부산광역시 동래구 명륜동 센트럴파크하이츠 아파트이며, 비상장주식으로 8억 7117만원 상당의 주식회사 대공 9900주를 보유하고 있다. 배우자와 장남, 차남은 장준용이 대표이사를 지냈던 「㈜우상」 비상장주식을 각 2100주 3억 7187만원, 1500주 2억 6562만 1천원, 1500주 2억 6562만 1천원 상당 보유하고 있다.

## 월음산 임야 전용 및 벌목
산지를 용도 외로 사용하거나 이를 위하여 산지의 형질을 변경하는 산지전용을 하려는 자는 그 용도를 정하여 대통령령으로 정하는 산지의 종류 및 면적 등의 구분에 따라 산림청장 등의 허가를 받아야 한다.
그럼에도 불구하고 장준용은 2020년 7월 30일 경부터 같은 달 31일 경까지 부산광역시 기장군 일광읍 청광리 산 31번지 임야에서 위와 같은 허가를 받지 아니하고 축사를 개축할 목적으로 총 326㎡의 임야를 절토하여 산지복구비 6,381,000원의 피해를 입혔다.
또한 산림에서 입목을 벌채하려는 자는 농림축산식품부령으로 정하는 바에 따라 시장, 군수, 구청장이나 지방산림청장의 허가를 받아야 함에도 불구하고 장준용은 이와 같은 무단 산지전용 과정에서 그 곳에 있던 11,960원 상당의 입목 2그루를 벌채하였다.
이로써 장준용은 산지전용허가를 받지 아니하고 산지를 전용하고, 입목벌채허가를 받지 아니하고 입목을 벌채하였다.
2021년 6월 16일 부산지방법원 동부지원은 장준용에게 산지관리법위반 죄로 벌금 200만원을 선고하였다.

## 역대 선거 결과
| 실시년도 | 선거      | 대수 | 직책   | 선거구      | 정당     | 득표수   | 득표율          | 순위 | 당락 | 비고           |
| -------- | --------- | ---- | ------ | ----------- | -------- | -------- | --------------- | ---- | ---- | -------------- |
| 2022년   | 지방 선거 | 38대 | 구청장 | 부산 동래구 | 국민의힘 | 69,165표 | \| \| 60.18% \| | 1위  |      | 초선, 민선 8기 |
|          | 60.18%    |      |        |             |          |          |                 |      |      |                |